# Penium spirostriolatum
Penium spirostriolatum là một loài Song tinh tảo trong họ Desmidiaceae, thuộc chi Penium.